# 156.ª Divisão de Infantaria (Alemanha)
A 156ª Divisão de Infantaria (em alemão:156. Infanterie-Division) foi uma unidade militar que serviu no Exército alemão durante a Segunda Guerra Mundial.

## Comandantes
| Comandante                         | Data                                   |
| ---------------------------------- | -------------------------------------- |
| Generalleutnant Siegfried Rekowski | ? de abril de 1945 - 8 de maio de 1945 |

## Oficiais de operações
| Major Herbert Giesenhagen | 25 de março de 1945-2 de maio de 1945 |

## Área de operações
| Frente Oriental, setor central | abril de 1945 - maio de 1945 |